# Dia de l'Arribada del Poble Gitano a Catalunya
|  | No s'ha de confondre amb Dia Internacional del Poble Gitano. |

El Dia de l’Arribada del Poble Gitano a Catalunya se celebra cada 26 de novembre des de l'any 2019 per commemorar la arribada del poble gitano i així com reconèixer les seves aportacions a la cultura i a la història catalana. Es té constància de la seva arribada, com a mínim, el 26 de novembre de 1415.